# محمد سليم سعد الدين كريديه
محمد سليم سعد الدين كريديه (1889 - 1971)، أحد قادة استقلال لبنان عن فرنسا وقائد ثورة 1958م.

## ولادته ونشأته
ولد في حوض ولاية بيروت عام 1889م، وتلقى علومه قي حلقات علمها، وانتقل إلى المدرسة الرشيدة حيث نال الشهادة العامة في العلوم، وهى بمثابة ثانوية عامة حاليا.

## نشاطه السياسي

### في معركة الإستقلال
تزعم الشارع البيروتي في منتصف الثلاثينيات من القرن العشرين، واغلق بيروت بأيعاز من الرئيس رياض الصلح في 18 تشرين الثاني 1943م.

واجه القوات السنغالية التي كانت تعمل ضمن الجيش الفرنسي، حتى وافقت فرنسا الديغولية على منح لبنان الاستقلال التام، ثم استقبل الرئيس رياض الصلح في ساحة البرج وسط بيروت، مع جموع غفيرة من أبناء العاصمة في 22 تشرين الثاني 1943م.

### في مواجهة حلف بغداد
في سنة 1957م قرر الرئيس اللبناني الأسبق كميل شمعون الدخول في حلف بغداد مع إيران والعراق، فواجههم الرئيس جمال عبد الناصر، وانقسم لبنان ما بين المشروعين، وكان محمد سليم كريدية قائد طلائع الثوار البيارتة، حيث انتهت سنة 1958 بشعار لا غالب ولا مغلوب، بعد ان قامت ثورة بالعراق قضت على حلف بغداد.

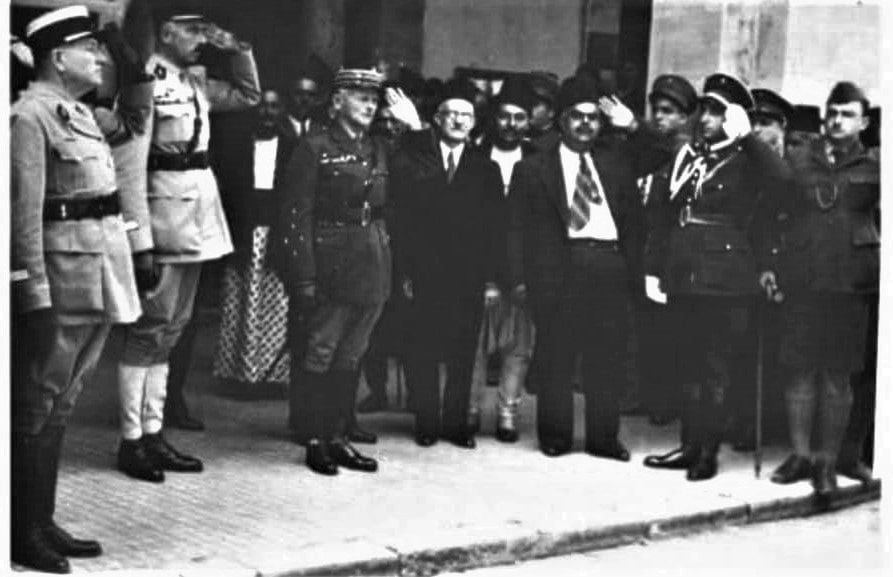
الصورة سنة 1923 في بيروت يظهر فيها الجنرال ماكسيم ويغان قائد الجيوش الفرنسية في الشرق، والذي أصبح لاحقًا المندوب السامي الفرنسي وزعيم بيروت آنذاك أبو عفيف كريدية وبعض وجهاء المدينة.

## صفاته
هذا واشتهر محمد كريدية المعروف إقليميًا باسم - أبو عفيف كريدية -بشخصيته القيادية القوية الحكيمة، حيث أطلق العديد من الامثال لا زالت تستعمل إلى وقتنا هذا، وكان شاعرا رد على الشعراء بالشعر، ومتدينا من حافظي القران الكريم.

## وفاته
وافته المنية سنة 1971 م.